# نونو (بازیکن فوتبال، زاده ۱۹۹۱)
نونو (انگلیسی: Nono؛ زادهٔ ۲۸ مهٔ ۱۹۹۱) بازیکن فوتبال اهل اسپانیا است.
از باشگاه‌هایی که در آن بازی کرده‌است می‌توان به باشگاه فوتبال رایو وایکانو اشاره کرد.